# Leon Russom
Leon Russom (Little Rock, 6 december 1941) is een Amerikaans acteur die vooral bekend is door zijn rol als generaal Jonathan Krantz (Padman), die het hoofd van "de Company" in de serie Prison Break is, maar daarvoor al in vele films en televisieseries actief was.

## Filmografie (selectie)

### Film
- 1972: The Trial of the Catonsville Nine
- 1985: Silver Bullet
- 1987: Hot Shot
- 1987: No Way Out
- 1988: The Rescue
- 1988: Fresh Horses
- 1990: Project: Tin Men
- 1991: He Said, She Said
- 1991: Long Road Home
- 1991: Star Trek VI: The Undiscovered Country
- 1993: The Disappearance of Nora
- 1993: The Adventures of Huck Finn
- 1994: Moment of Truth: Broken Pledges
- 1995: Alien Nation: Body and Soul
- 1996: The Phantom
- 1997: Childhood Sweetheart?
- 1998: Reasons of the Heart
- 1998: The Big Lebowski
- 2000: Men of Honor
- 2000: Witness Protection
- 2001: The Retrievers
- 2001: Behind Enemy Lines
- 2010: True Grit

### Televisieseries
- 1988–1989: TV 101
- 1991: Jake and the Fatman
- 1992–1993: Matlock
- 1993–2000: The X-Files
- 1997–2002: JAG
- 2000: The Practice
- 2006–2009: Prison Break

- Gemeinsame Normdatei: 1162983124
- International Standard Name Identifier: 0000 0000 4822 5891
- Library of Congress Control Number: no2004115684
- Nationale Bibliotheek van Israël: 987007350346305171
- Virtual International Authority File: 16945713
- WorldCat: E39PBJxCtkCvxTYpWWMXjVB3wC